# Saint-Félix-de-Tournegat
Saint-Félix-de-Tournegat è un comune francese di 143 abitanti situato nel dipartimento dell'Ariège nella regione dell'Occitania.

## Società

### Evoluzione demografica
Abitanti censiti